# 데빌드 에그

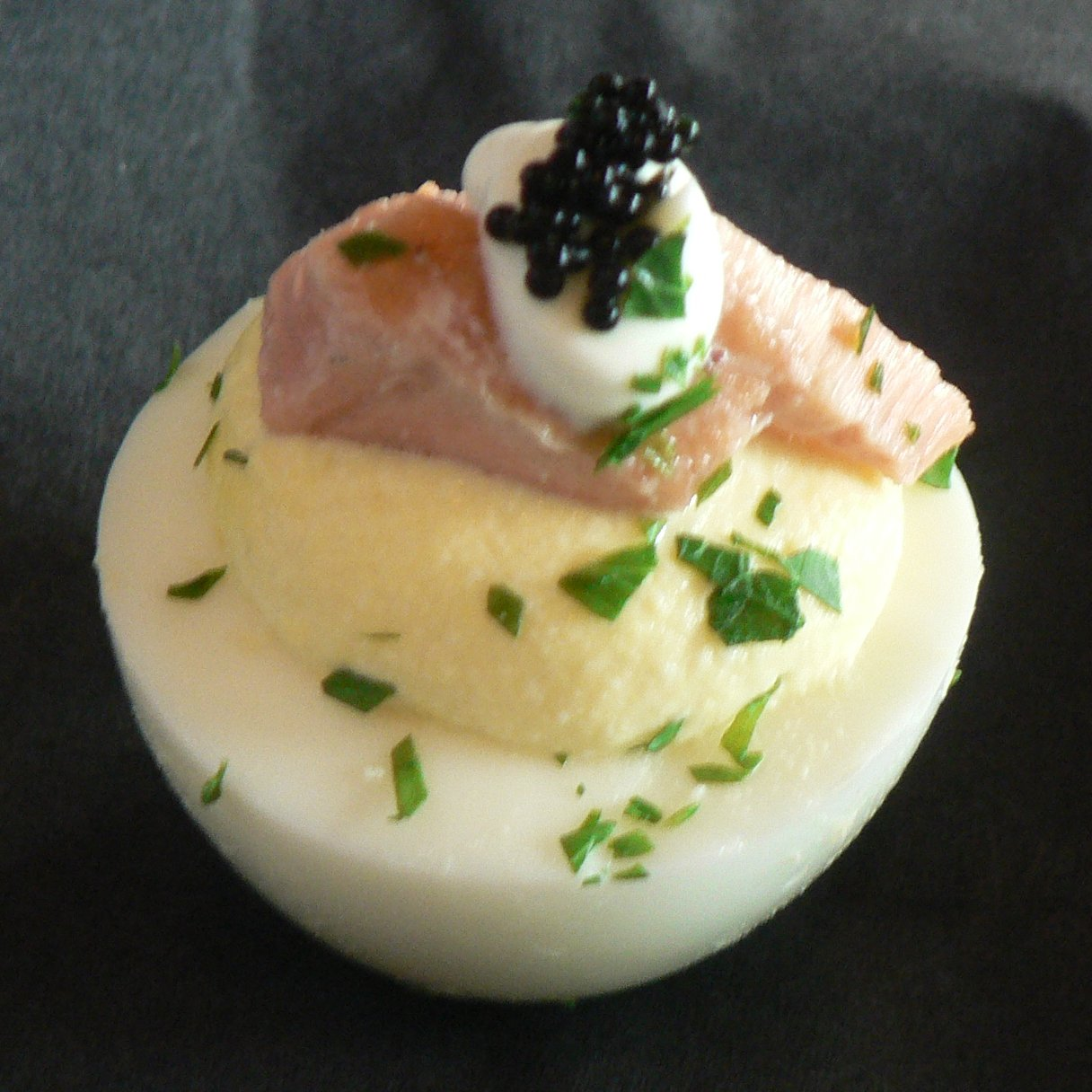
데빌드 에그.

데빌드 에그(deviled egg) 혹은 달걀 미모사(eggs mimosa)는 완숙으로 삶은 달걀을 세로로 반으로 자르고 노른자를 빼낸 후 이것과 여러 재료들을 섞어 속을 채워 완성하는 음식이다. 주로 차갑게 먹는다. 곁들여 먹거나 에피타이져 혹은 메인음식으로 서빙된다. 휴일이나 파티음식으로 잘 알려져 있다.

## 기원
'The Secret Life of...'라는 미국 음식 프로그램에 따르면, 데빌드 에그는 고대 로마에서 시작되었다. 유럽 대륙에서도 여전히 인기있는 데빌드 에그는 보통 캐비아와 레물라드 소스와 함께 나온다. '러시아 계란' 이라고도 알려져 있는데 이 이름은 캐비아와 함께 서빙되기 때문이다. 미국에서 데빌드 에그는 흔한 음식중 하나이다. 미국의 중서부와 남부지방에서는 주로 여름에 전채요리로 메인요리가 나오기전 서빙된다. 미국에서 인기가 좋아서 데빌드 에그용으로 특별히 제작된 쟁반이 판매된다. 미국의 몇몇 슈퍼에서도 가공된 데빌드 에그를 구매할 수 있다.

## 만드는 방법
우선, 계란 노른자가 단단하게 될 때까지 계란을 삶는다. 삶은 계란을 찬 물에 식힌 후, 껍질을 깐다. 그리고 세로로 반으로 자른다. 노른자를 빼내어 다양한 재료들과 섞는데, 대개 마요네즈와 머스터드가 사용된다. 또한 타르타르 소스 또는 우스터셔 소스가 자주 사용된다. 그 밖에 자주 이용되는 양념으로는 주사위 모양으로 썰은 피클 또는 피클 조미료, 곡물 조미료, 소량의 설탕, 소금, 후추, 고추가루 분말 또는 칠리고추 향신료, 식초, 그린 올리브, 피망, 양귀비 씨, 그리고 잘게 다진 양파이다. 이렇게 노른자와 섞은 혼합물을 흰자 구멍에 다시 넣는다. 파프리카 가루를 그 위에 뿌려 장식하기도 한다.
프랑스에서 주로 사용되는 양념 재료는 후추와 파슬리이다. 헝가리에서는 노른자를 우유에 적신 흰빵, 머스타드, 그리고 파슬리와 섞으며, 주로 마요네즈와 함께 전채요리로 서빙되거나 헝가리 산패유를 위에 부어 오븐에 구워서 감자튀김과 함께 메인요리로 나온다. 독일에서는 노른자에 멸치와 서양풍조목 초절임을 섞는다.

## 양념
'데빌드'라는 단어는 19세기로 거슬러 올라간다. 그 당시에 이 단어는 요리에 두드러지게 매운 양념의 사용을 말할 때 사용되었다. 요즘의 데빌드 에그는 다양한 종류의 양념과 식품을 첨가한다. 그 예로 마늘, 양고추냉이, 고추냉이, 치즈, 처트니, 서양풍조목 초절임, 살사 소스, 핫소스, 버섯, 시금치, 산패유, 캐비아, 훈제 연어, 또는 다른 해산물이 있다. 이로 인해 오늘날의 데빌드 에그는 항상 두드러지게 맵지만은 않다.

## 이름
음식을 가리키는 '데빌드'라는 이름은 18세기에 처음 사용되기 시작했다. 1786년에 처음으로 문헌자료에서 발견된다. 19세기에 머스타드, 후추, 또는 다른 양념들과 노른자를 섞어 흰자 빈 부분에 채운 음식을 포함한 맵거나 자극적인 음식을 가리키는 데 사용되었다.

## 같이 보기
- 달걀 샐러드
- 소를 넣은 음식 목록